# Henry Maitland Wilson
Henry Maitland Wilson (n. 5 septembrie 1881, Londra, Regatul Unit al Marii Britanii și Irlandei – d. 31 decembrie 1964, Chilton⁠(d), Buckinghamshire⁠(d), Anglia, Regatul Unit), cunoscut de asemenea ca "Jumbo" Wilson, a fost un general britanic în cel de-al Doilea Război Mondial, activând în luptele din Orientul Mijlociu și din zona mediteraneană. Descris drept „competent, dar nu spectaculos”, el s-a bucurat de încrederea lui Winston Churchill.

## Viața și serviciul militar
A fost cel mai mare dintre fiii lui Henry Fuller Maitland Wilson și ai soției sale, Harriet Kingscote.

## Rolul jucat în evenimentele de la 23 august 1944 din România
La 21 august 1944, în cursul unei întâlniri secrete avute la Palatul Regal din București, grupul reprezentanților politici care pregăteau lovitura pentru ieșirea României din război, grup condus de M.S. Regele Mihai, a aprobat textul unei telegrame ce urma a fi trimisă șefului Înaltului Comandament Aliat de la Cairo, generalul britanic Maitland Wilson. Prin telegramă se cerea sprijinirea schimbării de regim prin bombardarea simultană a unităților germane din nordul Capitalei (la nord de Aeroportul Băneasa) și a centrelor feroviare aflate la granița cu Ungaria și Iugoslavia. Ioan Mocsony-Stârcea, care era funcționar la Ministerul Afacerilor Străine, s-a deplasat în aceeași seară la Snagov, la sediul ministerului, unde a petrecut noaptea criptând cele două telegrame ale complotiștilor pentru Ankara (pentru siguranță, transmiterea telegramelor către Aliați se făcea pe două căi, atât prin Ankara, cât și printr-un aparat de emisie-recepție deținut de Iuliu Maniu).
1. 1 2  Henry Maitland Wilson, 1st Baron Wilson, Encyclopædia Britannica Online, accesat în 9 octombrie 2017
2. 1 2 3  Autoritatea BnF, accesat în 10 octombrie 2015
3. ↑  Henry Maitland Wilson, Hrvatska enciklopedija[*]
4. 1 2  Henry Maitland Wilson, 1st Baron Wilson, SNAC, accesat în 9 octombrie 2017
5. ↑  Henry Maitland Wilson, Auckland War Memorial Museum Tāmaki Paenga Hira
6. ↑  Field Marshal Henry Maitland Wilson, 1st Baron Wilson, The Peerage, accesat în 9 octombrie 2017
7. 1 2 3 4  The Peerage
8. ↑  The London Gazette 35094 (PDF), p. 1304
9. ↑  The London Gazette (PDF), p. 2567
10. ↑  The London Gazette 29886 (PDF), p. 28
11. ↑  The London Gazette 34893 (PDF), p. 4244
12. ↑  The London Gazette 36065 (PDF), p. 2853
13. ↑  The London Gazette 34365 (PDF), p. 690